# Campeonato Europeo de Atletismo Sub-23 de 2019
El XII Campeonato Europeo de Atletismo Sub-23 se celebró en la ciudad de Gävle (Suecia) del 11 al 14 de julio de 2019. La sede del evento fue el Estadio Gunder Hägg. Participaron 1105 atletas (597 hombres y 508 mujeres) de 50 países.

## Resultados

### Masculino
| Evento                  | Oro                                                                                 | Oro           | Plata                                                                   | Plata          | Bronce                                                                              | Bronce   |
| ----------------------- | ----------------------------------------------------------------------------------- | ------------- | ----------------------------------------------------------------------- | -------------- | ----------------------------------------------------------------------------------- | -------- |
| 100 metros              | Henrik Larsson · Suecia                                                             | 10.23         | Oliver Bromby Reino Unido                                               | 10.24          | Joris van Gool · Países Bajos                                                       | 10.27    |
| 200 metros              | Shemar Boldizsar Reino Unido                                                        | 20.89         | Kobe Vleminckx · Bélgica                                                | 21.04          | Ryan Zézé Francia                                                                   | 21.05    |
| 400 metros              | Fabrisio Saïdy Francia                                                              | 45.79 EU23L   | Cameron Chalmers Reino Unido                                            | 45.92          | Brayan Lopez · Italia                                                               | 46.16    |
| 800 metros              | Mateusz Borkowski · Polonia                                                         | 1:48.75       | Spencer Thomas Reino Unido                                              | 1:49.06        | Pablo Sánchez-Valladares · España                                                   | 1:49.36  |
| 1500 metros             | Ignacio Fontes · España                                                             | 3:50.38       | Piers Copeland Reino Unido                                              | 3:50.89        | Elzan Bibić Serbia                                                                  | 3:50.90  |
| 5 000 metros            | Jimmy Gressier Francia                                                              | 14:16.55      | Hugo Hay Francia                                                        | 14:17.00       | Abdessamad Oukhelfen · España                                                       | 14:17.23 |
| 10 000 metros           | Jimmy Gressier Francia                                                              | 28:44.17      | Tadesse Getahon Israel                                                  | 28:46.97       | Emile Cairess Reino Unido                                                           | 28:50.21 |
| 110 metros vallas       | Jason Joseph · Suiza                                                                | 13.45         | Michał Sierocki · Polonia                                               | 13.63          | Cameron Fillery Reino Unido                                                         | 13.64    |
| 400 metros vallas       | Wilfried Happio Francia                                                             | 49.03 EU23L   | Nick Smidt · Países Bajos                                               | 49.49          | Emil Agyekum · Alemania                                                             | 49.69    |
| 3000 metros obstáculos  | Frederik Ruppert · Alemania                                                         | 8:44.49       | Alexis Phelut Francia                                                   | 8:45.04        | Simon Sundström · Suecia                                                            | 8:45.82  |
| Relevo 4 × 100 metros   | Kevin Kranz · Deniz Almas · Marvin Schulte · Philipp Trutenat · Alemania            | 39.22         | Amaury Golitin Yanis Ammour Ryan Zézé Max Sirguey Francia               | 39.57          | Simon Verherstraeten · Antoine Snyders · Kobe Vleminckx · Raphaël Kapenda · Bélgica | 39.77    |
| Relevo 4 × 400 metros   | Maximilian Grupen · Fabian Dammermann · Marvin Schlegel · Manuel Sanders · Alemania | 3:03.92       | Alex Haydock-Wilson Joe Brier Lee Thompson Cameron Chalmers Reino Unido | 3:04.59        | Loïc Prévot Lidji Mbaye Téo Andant Fabrisio Saïdy Francia                           | 3:05.36  |
| 20 km marcha            | Vasiliy Mizinov Atletas Neutrales Autorizados                                       | 1:21:29 EU23L | Salih Korkmaz Turquía                                                   | 1:21:32        | Callum Wilkinson Reino Unido                                                        | 1:22:13  |
| Salto de altura         | Maxim Nedasekau · Bielorrusia                                                       | 2.29 m        | Tom Gale Reino Unido                                                    | 2.27 m         | Norbert Kobielski · Polonia                                                         | 2.23 m   |
| Salto con pértiga       | Bo Kanda Lita Bähre · Alemania                                                      | 5.65 m        | Emmanouil Karalis · Grecia                                              | 5.60 m         | Thibaut Collet Francia                                                              | 5.60 m   |
| Salto de longitud       | Miltiadis Tentoglou · Grecia                                                        | 8.32 m EL     | Héctor Santos · España                                                  | 8.19 m         | Gabriele Chilà · Italia                                                             | 8.00 m   |
| Triple salto            | Necati Er Turquía                                                                   | 17.37 m WU23L | Nazim Babayev Azerbaiyán                                                | 17.03 m        | Andrea Dallavalle · Italia                                                          | 16.95    |
| Lanzamiento de peso     | Konrad Bukowiecki · Polonia                                                         | 21.51 m       | Leonardo Fabbri · Italia                                                | 20.50 m        | Wictor Petersson · Suecia                                                           | 19.53 m  |
| Lanzamiento de disco    | Kristjan Čeh Eslovenia                                                              | 63.82 m WU23L | Clemens Prüfer · Alemania                                               | 62.15 m        | Oskar Stachnik · Polonia                                                            | 60.01 m  |
| Lanzamiento de martillo | Alberto González · España                                                           | 74.36 m       | Bence Halász · Hungría                                                  | 74.14 m        | Myhaylo Havrylyuk · Ucrania                                                         | 72.23 m  |
| Lanzamiento de jabalina | Cyprian Mrzygłód · Polonia                                                          | 84.97 m NU23R | Alexandru Novac · Rumania                                               | 81.75 m        | Aliaksei Katkavets · Bielorrusia                                                    | 80.31 m  |
| Decatlón                | Niklas Kaul · Alemania                                                              | 8572 pts      | Johannes Erm Estonia                                                    | 8445 pts NU23R | Manuel Eitel · Alemania                                                             | 8067 pts |

### Femenino
| Evento                  | Oro                                                                                  | Oro           | Plata                                                                       | Plata         | Bronce                                                                   | Bronce         |
| ----------------------- | ------------------------------------------------------------------------------------ | ------------- | --------------------------------------------------------------------------- | ------------- | ------------------------------------------------------------------------ | -------------- |
| 100 metros              | Ewa Swoboda · Polonia                                                                | 11.15         | Cynthia Leduc Francia                                                       | 11.40         | Lisa Nippgen · Alemania                                                  | 11.45          |
| 200 metros              | Sindija Bukša Letonia                                                                | 23.24         | Estelle Raffai Francia                                                      | 23.35         | Sarah Richard Francia                                                    | 23.50          |
| 400 metros              | Natalia Kaczmarek · Polonia                                                          | 52.34         | Lada Vondrová · República Checa                                             | 52.40         | Andrea Miklos · Rumania                                                  | 52.66          |
| 800 metros              | Jemma Reekie Reino Unido                                                             | 2:05.19       | Ellie Baker Reino Unido                                                     | 2:06.33       | Nadia Power Irlanda                                                      | 2:06.68        |
| 1500 metros             | Jemma Reekie Reino Unido                                                             | 4:22.81       | Elise Vanderelst · Bélgica                                                  | 4:23.50       | Marta Zenoni · Italia                                                    | 4:23.96        |
| 5000 metros             | Anna Emilie Møller Dinamarca                                                         | 15:07.70      | Alina Reh · Alemania                                                        | 15:11.25      | Celia Antón · España                                                     | 15:28.66 NU23R |
| 10000 metros            | Alina Reh · Alemania                                                                 | 31:39.34      | Miriam Dattke · Alemania                                                    | 32:29.45      | Jasmijn Lau · Países Bajos                                               | 33:35.66       |
| 100 metros vallas       | Elvira Herman · Bielorrusia                                                          | 12.70         | Klaudia Siciarz · Polonia                                                   | 12.82         | Laura Valette Francia                                                    | 12.97          |
| 400 metros vallas       | Paulien Couckuyt · Bélgica                                                           | 56.17         | Linda Olivieri · Italia                                                     | 56.22         | Yasmin Giger · Suiza                                                     | 56.37          |
| 3000 metros obstáculos  | Anna Emilie Møller Dinamarca                                                         | 9:27.31       | Eilish Flanagan Irlanda                                                     | 9:51.72       | Claudia Prisecaru · Rumania                                              | 9:53.21        |
| Relevo 4 × 100 metros   | Jennifer Montag · Sophia Junk · Keshia Kwadwo · Lisa Nippgen · Alemania              | 43.45         | Leisly Regulier Estelle Raffai Eloise de la Taille Sarah Richard Francia    | 43.82         | Klaudia Siciarz · Martyna Kotwila · Marlena Gola · Ewa Swoboda · Polonia | 44.08          |
| Relevo 4 × 400 metros   | Karolina Lozowska · Natalia Widawska · Natalia Wosztyl · Natalia Kaczmarek · Polonia | 3:32.56       | Lily Beckford Yasmin Liverpool Finette Agyapong Hannah Williams Reino Unido | 3:32.91       | Nelly Schmidt · Alica Schmidt · Corinna Schwab · Luna Bulmahn · Alemania | 3:33.83        |
| 20 km marcha            | Ayşe Tekdal Turquía                                                                  | 1:34:47       | Olga Niedziałek · Polonia                                                   | 1:35:54       | Yana Smerdova Atletas Neutrales Autorizados                              | 1:35:58        |
| Salto de altura         | Yuliya Levchenko · Ucrania                                                           | 1.97 m        | Christina Honsel · Alemania                                                 | 1.92 m        | Ella Junnila · Finlandia                                                 | 1.92 m         |
| Salto con pértiga       | Angelica Moser · Suiza                                                               | 4.56 m EU23L  | Amálie Švábícová · República Checa                                          | 4.35 m        | Yelizaveta Bondarenko Atletas Neutrales Autorizados                      | 4.35 m         |
| Salto de longitud       | Hilary Kpatcha Francia                                                               | 6.73 m        | Petra Beáta Farkas · Hungría                                                | 6.55 m        | Milica Gardašević Serbia                                                 | 6.43 m         |
| Triple salto            | Diana Zagainova · Lituania                                                           | 13.89 m       | Tuğba Danışmaz Turquía                                                      | 13.85 m NU23R | Viyaleta Skvartsova · Bielorrusia                                        | 13.79 m        |
| Lanzamiento de peso     | Alina Kenzel · Alemania                                                              | 17.94 m       | Katharina Maisch · Alemania                                                 | 17.64 m       | Julia Ritter · Alemania                                                  | 17.17 m        |
| Lanzamiento de disco    | Marija Tolj · Croacia                                                                | 62.76 m EU23L | Alexandra Emilianov Moldavia                                                | 57.30 m       | Annina Brandenburg · Alemania                                            | 56.52 m        |
| Lanzamiento de martillo | Sofia Palkina Atletas Neutrales Autorizados                                          | 71.08 m       | Nastassia Maslava · Bielorrusia                                             | 69.36 m       | Sara Fantini · Italia                                                    | 68.35 m        |
| Lanzamiento de jabalina | Annika Fuchs · Alemania                                                              | 63.38 m       | Eda Tuğsuz Turquía                                                          | 61.03 m       | Evelina Mendes Francia                                                   | 55.57 m        |
| Heptatlón               | Géraldine Ruckstuhl · Suiza                                                          | 6274 pts      | Sophie Weißenberg · Alemania                                                | 6175 pts      | Hanne Maudens · Bélgica                                                  | 6093 pts       |

## Medallero
| Núm. | País                          | Oro | Plata | Bronce | Total |
| ---- | ----------------------------- | --- | ----- | ------ | ----- |
| 1    | Alemania                      | 9   | 6     | 6      | 21    |
| 2    | Polonia                       | 6   | 3     | 3      | 12    |
| 3    | Francia                       | 5   | 6     | 6      | 17    |
| 4    | Reino Unido                   | 3   | 8     | 3      | 14    |
| 5    | Suiza                         | 3   | 0     | 1      | 4     |
| 6    | Turquía                       | 2   | 3     | 0      | 5     |
| 7    | España                        | 2   | 1     | 3      | 6     |
| 8    | Bielorrusia                   | 2   | 1     | 2      | 5     |
| 9    | Atletas Neutrales Autorizados | 2   | 0     | 2      | 4     |
| 10   | Dinamarca                     | 2   | 0     | 0      | 2     |
| 11   | Bélgica                       | 1   | 2     | 2      | 5     |
| 12   | Grecia                        | 1   | 1     | 0      | 2     |
| 13   | Suecia                        | 1   | 0     | 2      | 3     |
| 14   | Ucrania                       | 1   | 0     | 1      | 2     |
| 15   | Croacia                       | 1   | 0     | 0      | 1     |
| =    | Letonia                       | 1   | 0     | 0      | 1     |
| =    | Lituania                      | 1   | 0     | 0      | 1     |
| =    | Eslovenia                     | 1   | 0     | 0      | 1     |
| 19   | Italia                        | 0   | 2     | 5      | 7     |
| 20   | República Checa               | 0   | 2     | 0      | 2     |
| =    | Hungría                       | 0   | 2     | 0      | 2     |
| 22   | Países Bajos                  | 0   | 1     | 2      | 3     |
| =    | Rumania                       | 0   | 1     | 2      | 3     |
| 24   | Irlanda                       | 0   | 1     | 1      | 2     |
| 25   | Azerbaiyán                    | 0   | 1     | 0      | 1     |
| =    | Estonia                       | 0   | 1     | 0      | 1     |
| =    | Israel                        | 0   | 1     | 0      | 1     |
| =    | Moldavia                      | 0   | 1     | 0      | 1     |
| 29   | Serbia                        | 0   | 0     | 2      | 2     |
| 30   | Finlandia                     | 0   | 0     | 1      | 1     |

## Récords

### Mejores marcas mundiales sub-23
En el transcurso del campeonato no se superó ninguna mejor marca mundial ni europea sub-23.

### Récords del campeonato
En el transcurso del campeonato se batieron cinco récords de los Campeonatos Europeos de Atletismo Sub-23:
| Atleta             | Nación      | Prueba                     | Marca    | Ronda | Fecha       |
| ------------------ | ----------- | -------------------------- | -------- | ----- | ----------- |
| Elvira Herman      | Bielorrusia | 100 m vallas femenino      | 12,70 s  | Final | 12 de julio |
| Alina Reh          | Alemania    | 10 000 m femenino          | 31:39.34 | Final | 12 de julio |
| Anna Emilie Møller | Dinamarca   | 3000 m obstáculos femenino | 9:27.31  | Final | 13 de julio |
| Cyprian Mrzyglod   | Polonia     | Jabalina masculina         | 84,97 m  | Final | 13 de julio |
| Niklas Kaul        | Alemania    | Decatlón masculino         | 8 572    | Final | 14 de julio |

### Mejores marcas de España sub-23
En el transcurso del campeonato se batió una mejor marca española sub-23:
| Atleta      | Prueba          | Marca    | Ronda | Fecha       |
| ----------- | --------------- | -------- | ----- | ----------- |
| Celia Antón | 5000 m femenino | 15:28.66 | Final | 14 de julio |

1. ↑  Las distintas federaciones de atletismo solo consideran récords los obtenidos en categorías sub-20 o absoluta; en otras categorías de edad se consideran mejores marcas.